# Воксит
Воксит (рос. воксит; англ. vauxite; нім. vauxit m) — мінерал, водний основний фосфат заліза й алюмінію.

## Етимологія та історія
Воксит був названий на честь американського адвоката і колекціонера Джорджа Вокса-молодшого (1863-1927), який займався мінералогією пегматитів і виявив ряд нових мінералів.

## Загальна характеристика
Хімічна формула: Fe2+Al2(OH)2[PO4]2•8H2O), S.G.Gordon, 1922.
Рідкісний вторинний мінерал з класу фосфатів, відкритий в 1922 році в Болівії в оловорудному родовищі Льяльягуа. За складом близький до паравокситу і метавокситу, відрізняючись від них меншою кількістю молекул води. Розчинний в соляній кислоті.
Вокс зустрічається у вигляді окремих таблитчатих, подовжених кристалів. Також зразки вокситу представлені паралельними зрощеннями кристалів, радіально-променистими агрегатами і агрегатами у вигляді жовен.

## Галерея

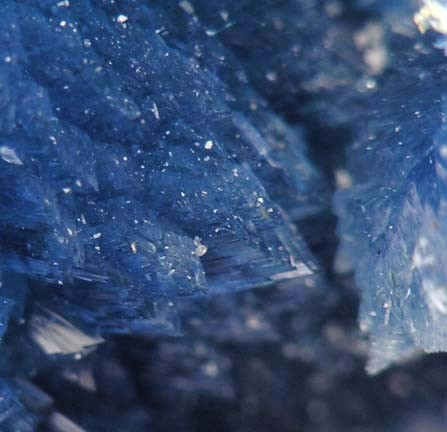
Воксит, Сігло Вейнте майн, Болівія, 3,5 x 3,0 x 1,0 см
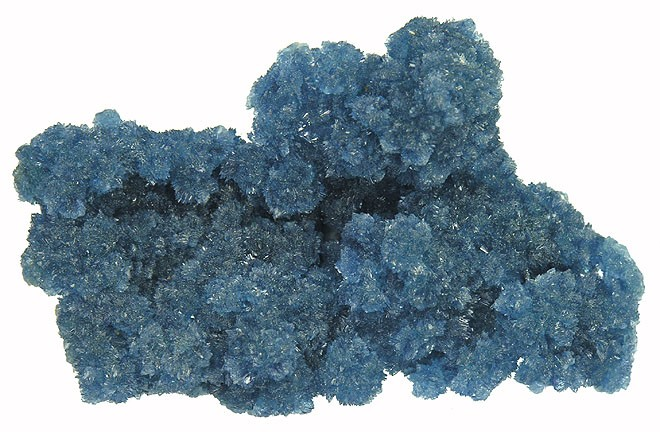
Воксит, Сігло Вейнте майн, Болівія, 3,2 x 2,2 x 0,6 см
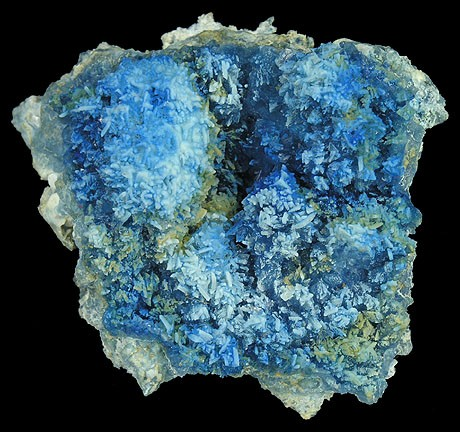
Воксит, Сігло Вейнте майн, Болівія, 3,6 x 3,2 x 1,1 см
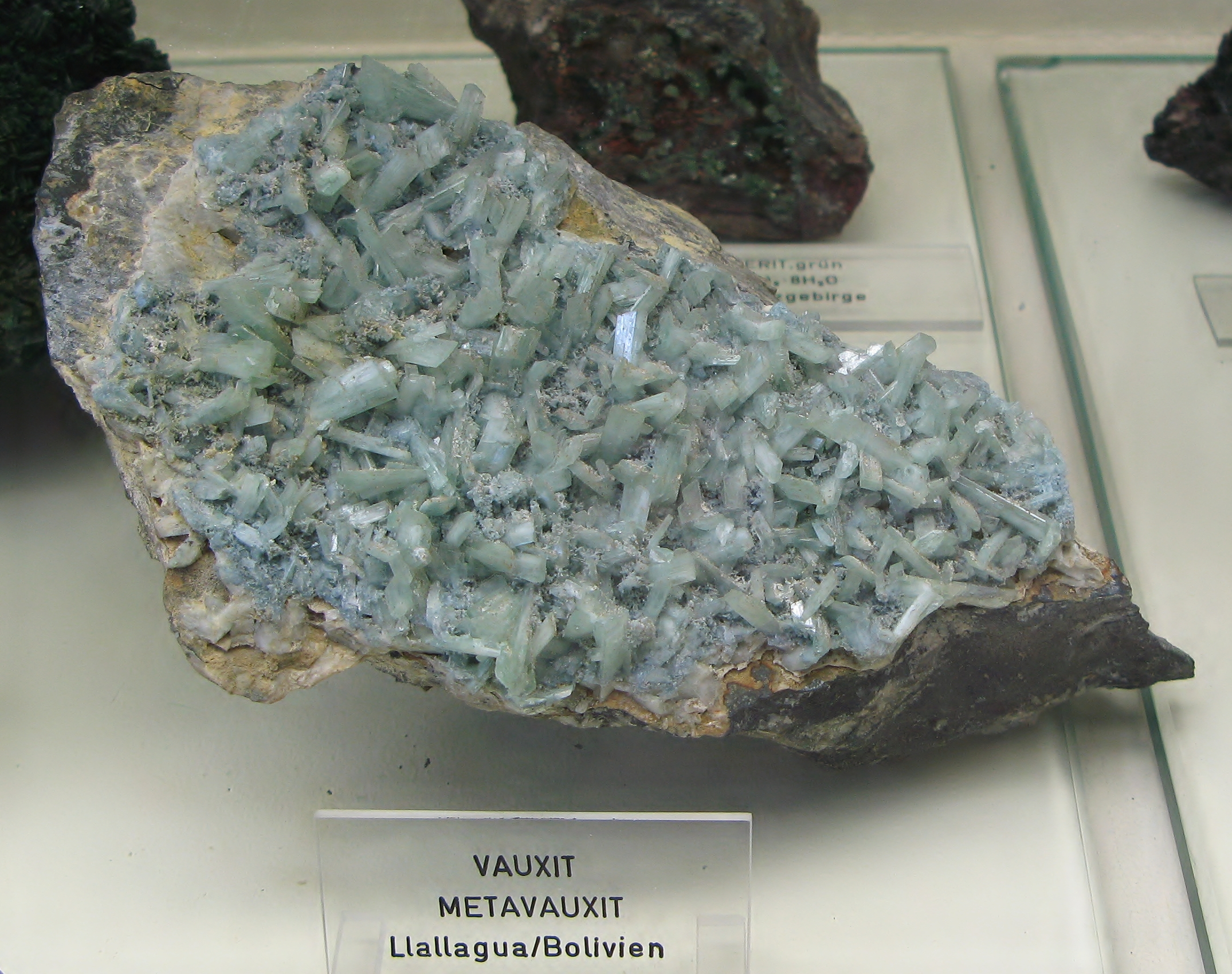
Воксит і метавоксит
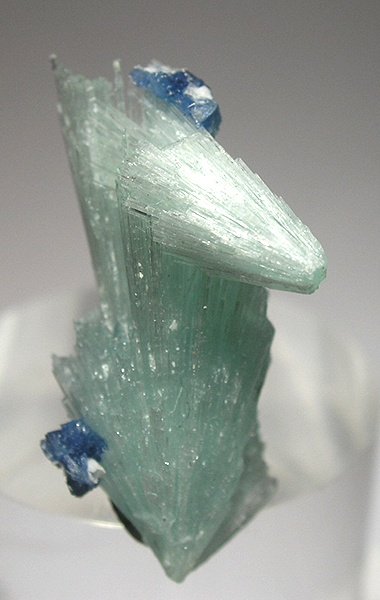
Воксит і метавоксит